# Københavns Havnebade
Københavns Havnebade er et system af badeanlæg i Københavns Havn. Der findes i øjeblikket tre havnebade, hvoraf det største ligger ved Islands Brygge og er en del af Havneparken. Herudover planlægges en række yderligere havnebade, herunderved Sluseholmen i Sydhavnen og i Svanemøllebugten. Havnebadene supplerer byens egentlige badestrande, såsom Amager Strandpark.
Til badesæsonen i 2002 åbnede havnebadet på Islands Brygge som det første af byens havnebade. I 2003 blev havnebadet sejlet over til Havneholmen ved Fisketorvet, mens der til gengæld på Islands Brygge siden er blevet bygget et permanent og større havnebassin, tegnet af arkitektfirmaet PLOT.

## Vandkvalitet
Havnebadene er et resultat af længere tids bestræbelser på at forbedre vandkvaliteten i Københavns Havn. I dag er vandet i havnen lige så rent som det i Øresund. Havnebadene er åbne alle ugens dage i badesæsonen, hvis miljøkontrollen tillader det. I tilfælde af voldsom regn kan kloakvand løbe ud i havnen og skabe forurening med sundhedsfarlige Colibakterier, så havnebadene midlertidigt lukker. En sådan lukning vil ofte vare et par dage, indtil alt vandet er blevet skyllet igennem havnen og er rent og godt at bade i igen. 

## Havnebad Islands Brygge
Havnebadet ved Islands Brygge har i alt tre bassiner. Badet har en samlet kapacitet på 600 badende. Der er et soppebassin, et bassin til børn, og et svømmebassin på 75 meter, som er forbundet med et udspringsbassin med hhv. en tre- og femmeters afsats.

## Copencabana
Copencabana ligger ud for Fisketorvet og Havneholmen på Vesterbro. Det har tre basiner på i alt 650 m2: Et Børnebassiner med en vanddybde på 70 cm, et Motionsbassin og et Springbasin med en dybde på 5 m og 1 m, 2m, og 3 m vippe.

## Koralbadet
Koralbadet ligger ved Sluseholmens nordlige kaj i krogen lige ved Metropolis. Det har tre basiner og et springtårn. 

## Eksterne link
Tjek badevandskvaliteten Arkiveret 15. april 2009 hos  Wayback Machine